# Bakerloo Line
| Geographisch korrekte Linienführung der Bakerloo Line |                               |                                                                |                                                                |
| Streckenlänge: | 23,2 km                       |                                                                |                                                                |
| Spurweite: | 1435 mm (Normalspur)          |                                                                |                                                                |
| |                               |                                                                |                                                                |
| Linienfarbe: | Braun                         |                                                                |                                                                |
| Eröffnungsjahr: | 1906                          |                                                                |                                                                |
| Linientyp: | Röhrenbahn                    |                                                                |                                                                |
| Stationen: | 25                            |                                                                |                                                                |
| Depots: | Stonebridge Park, London Road |                                                                |                                                                |
| Eingesetzter Zugtyp: | 1972 Tube Stock               |                                                                |                                                                |
| Fahrgäste: | 111.136.000 (jährlich)        |                                                                |                                                                |
| \| \| \| Watford Junction Inbetriebnahme geplant, heute Watford DC Line \| \| \| \| \| \| \| \| \| \| Watford High Street \| \| \| \| \| Depot Croxley Green \| \| \| \| \| Bushey \| \| \| \| \| Carpenders Park \| \| \| \| \| Hatch End \| \| \| \| \| Headstone Lane \| \| \| \| \| Harrow & Wealdstone \| \| \| \| \| Kenton \| \| \| \| \| Metropolitan Line \| \| \| \| \| London–Aylesbury Line \| \| \| \| \| South Kenton \| \| \| \| \| North Wembley \| \| \| \| \| Chiltern Main Line \| \| \| \| \| Wembley Central \| \| \| \| \| Stonebridge Park Depot (LUL) \| \| \| \| \| Stonebridge Park \| \| \| \| \| North Circular Road \| \| \| \| \| Harlesden \| \| \| \| \| Dudding Hill Line \| \| \| \| \| North London Line \| \| \| \| \| Willesden Junction \| \| \| \| \| West & North London Line \| \| \| \| \| \| \| \| \| \| Kensal Green \| \| \| \| \| \| \| \| \| \| \| \| \| \| \| Abstellanlage Queen’s Park North \| \| \| \| \| Queen’s Park \| \| \| \| \| Watford DC Line nach Euston \| \| \| \| \| Abstellanlage Queen’s Park South \| \| \| \| \| \| \| \| \| \| Kilburn Park \| \| \| \| \| Maida Vale \| \| \| \| \| Warwick Avenue \| \| \| \| \| Paddington Circle District Hammersmith & City \| \| \| \| \| Edgware Road Circle District Hammersmith & City \| \| \| \| \| Marylebone \| \| \| \| \| Stanmore Strecke gehört heute zur Jubilee Line \| \| \| \| \| Abstellanlage Stanmore \| \| \| \| \| Canons Park \| \| \| \| \| Queensbury \| \| \| \| \| Kingsbury \| \| \| \| \| Wembley Park \| \| \| \| \| \| \| \| \| \| Neasden Depot \| \| \| \| \| \| \| \| \| \| North Circular Road \| \| \| \| \| Neasden \| \| \| \| \| Dollis Hill \| \| \| \| \| Willesden Green \| \| \| \| \| Kilburn \| \| \| \| \| West Hampstead \| \| \| \| \| Finchley Road \| \| \| \| \| \| \| \| \| \| Swiss Cottage \| \| \| \| \| St. John’s Wood \| \| \| \| \| \| \| \| \| \| \| \| \| \| \| Baker Street Circle Hammersmith & City Jubilee Metropolitan \| \| \| \| \| \| \| \| \| \| Jubilee Line nach Stratford \| \| \| \| \| Regent’s Park \| \| \| \| \| Oxford Circus Central Victoria \| \| \| \| \| Piccadilly Circus Piccadilly \| \| \| \| \| Charing Cross Jubilee Northern \| \| \| \| \| Embankment Circle District Northern \| \| \| \| \| Waterloo Jubilee Northern Waterloo & City \| \| \| \| \| Lambeth North \| \| \| \| \| London Road Depot \| \| \| \| \| Elephant & Castle Northern \| \| \| \| \| Camberwell (projektiert) \| \| |                               |                                                                |                                                                |
| U-Bahn-Kopfbahnhof Streckenanfang (Strecke außer Betrieb) |                               | Watford Junction Inbetriebnahme geplant, heute Watford DC Line | Watford Junction Inbetriebnahme geplant, heute Watford DC Line |
| |                               |                                                                |                                                                |
| U-Bahn-Haltepunkt / Haltestelle (Strecke außer Betrieb) |                               | Watford High Street                                            | Watford High Street                                            |
| U-Bahn-Betriebs-/Güterbahnhof Streckenanfang und quer (Strecke außer Betrieb) · U-Bahn-Abzweig geradeaus, nach rechts und von rechts (Strecke außer Betrieb) |                               | Depot Croxley Green                                            | Depot Croxley Green                                            |
| U-Bahn-Haltepunkt / Haltestelle (Strecke außer Betrieb) |                               | Bushey                                                         | Bushey                                                         |
| U-Bahn-Haltepunkt / Haltestelle (Strecke außer Betrieb) |                               | Carpenders Park                                                | Carpenders Park                                                |
| U-Bahn-Haltepunkt / Haltestelle (Strecke außer Betrieb) |                               | Hatch End                                                      | Hatch End                                                      |
| U-Bahn-Haltepunkt / Haltestelle (Strecke außer Betrieb) |                               | Headstone Lane                                                 | Headstone Lane                                                 |
| U-Bahn-Kopfbahnhof Strecke bis hier außer Betrieb |                               | Harrow & Wealdstone                                            | Harrow & Wealdstone                                            |
| U-Bahn-Haltepunkt / Haltestelle |                               | Kenton                                                         | Kenton                                                         |
| U-Bahn-Kreuzung geradeaus unten |                               | Metropolitan Line                                              | Metropolitan Line                                              |
| U-Bahn-Kreuzung mit Eisenbahn geradeaus unten |                               | London–Aylesbury Line                                          | London–Aylesbury Line                                          |
| U-Bahn-Haltepunkt / Haltestelle |                               | South Kenton                                                   | South Kenton                                                   |
| U-Bahn-Haltepunkt / Haltestelle |                               | North Wembley                                                  | North Wembley                                                  |
| U-Bahn-Kreuzung mit Eisenbahn geradeaus unten |                               | Chiltern Main Line                                             | Chiltern Main Line                                             |
| U-Bahn-Bahnhof |                               | Wembley Central                                                | Wembley Central                                                |
| U-Bahn-Abzweig geradeaus und von links · U-Bahn-Betriebs-/Güterbahnhof Streckenende und quer |                               | Stonebridge Park Depot (LUL)                                   | Stonebridge Park Depot (LUL)                                   |
| U-Bahn-Haltepunkt / Haltestelle |                               | Stonebridge Park                                               | Stonebridge Park                                               |
| |                               | North Circular Road                                            |                                                                |
| U-Bahn-Haltepunkt / Haltestelle |                               | Harlesden                                                      | Harlesden                                                      |
| U-Bahn-Kreuzung mit Eisenbahn geradeaus unten |                               | Dudding Hill Line                                              | Dudding Hill Line                                              |
| U-Bahn-Kreuzung mit Eisenbahn geradeaus unten |                               | North London Line                                              | North London Line                                              |
| U-Bahn-Bahnhof |                               | Willesden Junction                                             | Willesden Junction                                             |
| U-Bahn-Kreuzung mit Eisenbahn geradeaus unten |                               | West & North London Line                                       | West & North London Line                                       |
| U-Bahn-Tunnel |                               |                                                                |                                                                |
| U-Bahn-Haltepunkt / Haltestelle |                               | Kensal Green                                                   | Kensal Green                                                   |
| U-Bahn-Tunnel |                               |                                                                |                                                                |
| U-Bahn-Strecke von links · U-Bahn-Abzweig geradeaus und nach rechts |                               |                                                                |                                                                |
| U-Bahn-Dienststation / Betriebs- oder Güterbahnhof · Strecke |                               | Abstellanlage Queen’s Park North                               | Abstellanlage Queen’s Park North                               |
| |                               | Queen’s Park                                                   |                                                                |
| U-Bahn-Strecke · Strecke nach links |                               | Watford DC Line nach Euston                                    | Watford DC Line nach Euston                                    |
| U-Bahn-Abzweig geradeaus und nach links · U-Bahn-Betriebs-/Güterbahnhof Streckenende und quer |                               | Abstellanlage Queen’s Park South                               | Abstellanlage Queen’s Park South                               |
| U-Bahn-Tunnelanfang |                               |                                                                |                                                                |
| U-Bahn-Haltepunkt / Haltestelle (im Tunnel) |                               | Kilburn Park                                                   | Kilburn Park                                                   |
| U-Bahn-Haltepunkt / Haltestelle (im Tunnel) |                               | Maida Vale                                                     | Maida Vale                                                     |
| U-Bahn-Haltepunkt / Haltestelle (im Tunnel) |                               | Warwick Avenue                                                 | Warwick Avenue                                                 |
| U-Bahn-Bahnhof (im Tunnel) |                               | Paddington Circle District Hammersmith & City                  | Paddington Circle District Hammersmith & City                  |
| U-Bahn-Haltepunkt / Haltestelle (im Tunnel) |                               | Edgware Road Circle District Hammersmith & City                | Edgware Road Circle District Hammersmith & City                |
| U-Bahn-Bahnhof (im Tunnel) |                               | Marylebone                                                     | Marylebone                                                     |
| U-Bahn-Strecke (im Tunnel) · U-Bahn-Kopfbahnhof Streckenanfang (Strecke außer Betrieb) |                               | Stanmore Strecke gehört heute zur Jubilee Line                 | Stanmore Strecke gehört heute zur Jubilee Line                 |
| U-Bahn-Strecke (im Tunnel) · U-Bahn-Abzweig geradeaus und von links (Strecke außer Betrieb) |                               | Abstellanlage Stanmore                                         | Abstellanlage Stanmore                                         |
| U-Bahn-Strecke (im Tunnel) · U-Bahn-Haltepunkt / Haltestelle (Strecke außer Betrieb) |                               | Canons Park                                                    | Canons Park                                                    |
| U-Bahn-Strecke (im Tunnel) · U-Bahn-Haltepunkt / Haltestelle (Strecke außer Betrieb) |                               | Queensbury                                                     | Queensbury                                                     |
| U-Bahn-Strecke (im Tunnel) · U-Bahn-Haltepunkt / Haltestelle (Strecke außer Betrieb) |                               | Kingsbury                                                      | Kingsbury                                                      |
| U-Bahn-Strecke (im Tunnel) · U-Bahn-Bahnhof (Strecke außer Betrieb) |                               | Wembley Park                                                   | Wembley Park                                                   |
| U-Bahn-Strecke (im Tunnel) · U-Bahn-Abzweig geradeaus und nach links (Strecke außer Betrieb) · U-Bahn-Strecke von rechts (außer Betrieb) |                               |                                                                |                                                                |
| U-Bahn-Strecke (im Tunnel) · U-Bahn-Strecke (außer Betrieb) · U-Bahn-Dienststation / Betriebs- oder Güterbahnhof (Strecke außer Betrieb) |                               | Neasden Depot                                                  | Neasden Depot                                                  |
| U-Bahn-Strecke (im Tunnel) · U-Bahn-Abzweig geradeaus und von links (Strecke außer Betrieb) · U-Bahn-Strecke nach rechts (außer Betrieb) |                               |                                                                |                                                                |
| U-Bahn-Strecke (im Tunnel) |                               | North Circular Road                                            | North Circular Road                                            |
| U-Bahn-Strecke (im Tunnel) · U-Bahn-Haltepunkt / Haltestelle (Strecke außer Betrieb) |                               | Neasden                                                        | Neasden                                                        |
| U-Bahn-Strecke (im Tunnel) · U-Bahn-Haltepunkt / Haltestelle (Strecke außer Betrieb) |                               | Dollis Hill                                                    | Dollis Hill                                                    |
| U-Bahn-Strecke (im Tunnel) · U-Bahn-Haltepunkt / Haltestelle (Strecke außer Betrieb) |                               | Willesden Green                                                | Willesden Green                                                |
| U-Bahn-Strecke (im Tunnel) · U-Bahn-Bahnhof (Strecke außer Betrieb) |                               | Kilburn                                                        | Kilburn                                                        |
| U-Bahn-Strecke (im Tunnel) · U-Bahn-Bahnhof (Strecke außer Betrieb) |                               | West Hampstead                                                 | West Hampstead                                                 |
| U-Bahn-Strecke (im Tunnel) · U-Bahn-Bahnhof (Strecke außer Betrieb) |                               | Finchley Road                                                  | Finchley Road                                                  |
| U-Bahn-Strecke (im Tunnel) · U-Bahn-Tunnelanfang (Strecke außer Betrieb) |                               |                                                                |                                                                |
| U-Bahn-Strecke (im Tunnel) · U-Bahn-Haltepunkt / Haltestelle (Strecke außer Betrieb) (im Tunnel) |                               | Swiss Cottage                                                  | Swiss Cottage                                                  |
| U-Bahn-Strecke (im Tunnel) · U-Bahn-Haltepunkt / Haltestelle (Strecke außer Betrieb) (im Tunnel) |                               | St. John’s Wood                                                | St. John’s Wood                                                |
| U-Bahn-Abzweig geradeaus und ehemals von links (im Tunnel) · U-Bahn-Abzweig geradeaus und nach rechts (Strecke außer Betrieb) (im Tunnel) |                               |                                                                |                                                                |
| |                               |                                                                |                                                                |
| |                               | Baker Street Circle Hammersmith & City Jubilee Metropolitan    |                                                                |
| |                               |                                                                |                                                                |
| U-Bahn-Strecke (im Tunnel) · U-Bahn-Strecke nach links (außer Betrieb) (im Tunnel) |                               | Jubilee Line nach Stratford                                    | Jubilee Line nach Stratford                                    |
| U-Bahn-Haltepunkt / Haltestelle (im Tunnel) |                               | Regent’s Park                                                  | Regent’s Park                                                  |
| U-Bahn-Bahnhof (im Tunnel) |                               | Oxford Circus Central Victoria                                 | Oxford Circus Central Victoria                                 |
| U-Bahn-Bahnhof (im Tunnel) |                               | Piccadilly Circus Piccadilly                                   | Piccadilly Circus Piccadilly                                   |
| U-Bahn-Bahnhof (im Tunnel) |                               | Charing Cross Jubilee Northern                                 | Charing Cross Jubilee Northern                                 |
| U-Bahn-Bahnhof (im Tunnel) |                               | Embankment Circle District Northern                            | Embankment Circle District Northern                            |
| U-Bahn-Bahnhof (im Tunnel) |                               | Waterloo Jubilee Northern Waterloo & City                      | Waterloo Jubilee Northern Waterloo & City                      |
| U-Bahn-Haltepunkt / Haltestelle (im Tunnel) |                               | Lambeth North                                                  | Lambeth North                                                  |
| U-Bahn-Abzweig geradeaus und nach links (im Tunnel) · U-Bahn-Strecke quer (im Tunnel) · U-Bahn-Betriebs-/Güterbahnhof Streckenende und quer |                               | London Road Depot                                              | London Road Depot                                              |
| U-Bahn-Bahnhof (im Tunnel) |                               | Elephant & Castle Northern                                     | Elephant & Castle Northern                                     |
| U-Bahn-Kopfbahnhof Streckenende (Strecke außer Betrieb) (im Tunnel) |                               | Camberwell (projektiert)                                       | Camberwell (projektiert)                                       |

Die Bakerloo Line ist eine U-Bahn-Linie der London Underground. Auf dem Liniennetzplan ist sie braun eingezeichnet. Sie ist eine Röhrenbahn und durchquert das Stadtzentrum von Südosten nach Nordwesten. Von den 25 Stationen sind 15 unterirdisch.

## Geschichte

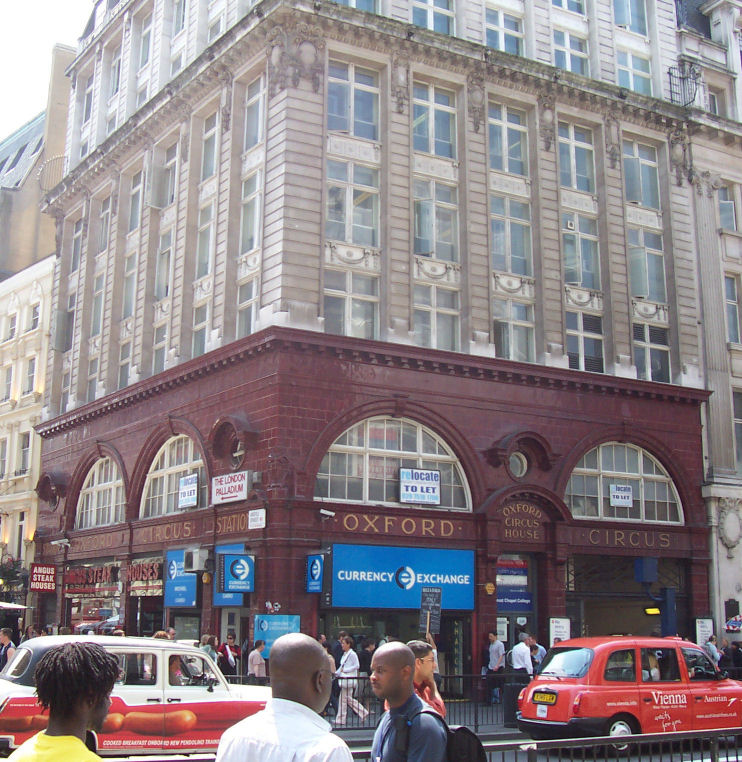
Eingang zur Station der Bakerloo Line am Oxford Circus

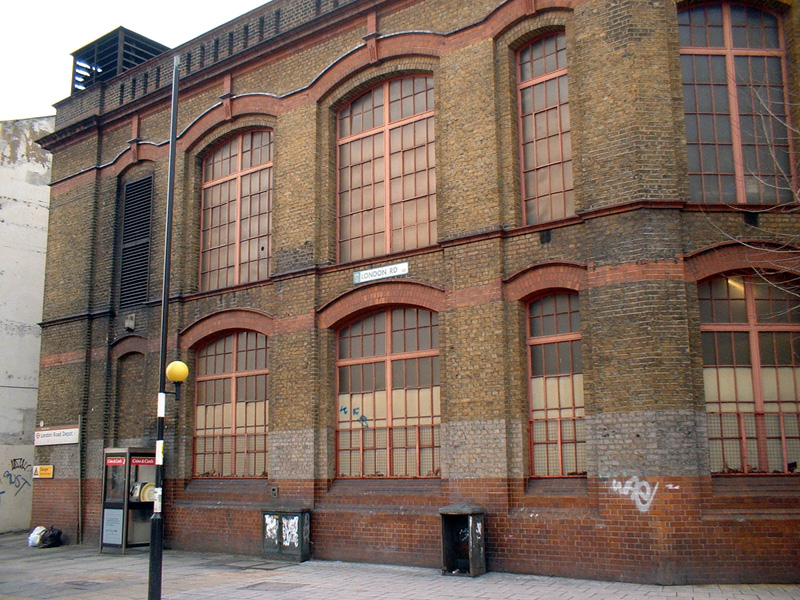
Depot an der London Road

Die ursprünglich als Baker Street and Waterloo Railway bezeichnete Linie wurde von der Underground Electric Railways Company of London des US-amerikanischen Finanziers Charles Tyson Yerkes fertiggestellt und am 10. März 1906 eröffnet. Initiator der Linie war der Minenbesitzer Whitaker Wright gewesen, der in Konkurs gegangen war und 1904 kurz nach seiner Verurteilung vor den Royal Courts of Justice Suizid beging. Das seit 1906 verwendete Kofferwort Bakerloo war bald viel geläufiger, woraufhin der offizielle Name entsprechend geändert wurde.
Bis 1913 wurde die Linie von ihrem westlichen Endpunkt Baker Street zu den Bahnhöfen Marylebone und Paddington verlängert. 1915 erreichte die Bakerloo Line die Station Queen’s Park. Ab dort fuhr sie im Parallelverkehr mit Vorortszügen auf der mit Stromschienen elektrifizierten Watford DC Line der London and North Western Railway bis nach Watford Junction. Durchgehende Züge nach Watford wurden in den 1960er Jahren eingeschränkt. Im Jahr 1982 beschränkte man die Linie auf das Gebiet von Greater London und legte Stonebridge Park als neue Endstation fest. Seit 1984 verkehren die Züge wieder bis nach Harrow & Wealdstone.
Mitte der 1930er Jahre hatte die Metropolitan Line mit Kapazitätsengpässen auf dem Abschnitt zwischen Baker Street und Finchley Road zu kämpfen. Um diesen Abschnitt zu entlasten, entstand im Rahmen des New Works Programme ein neuer, parallel verlaufender Tunnel zwischen diesen Stationen. Die Metropolitan Line übernahm die Rolle einer Expresslinie, während die Bakerloo Line am 20. November 1939 den Lokalverkehr und den Streckenast nach Stanmore übernahm. Drei Stationen der Metropolitan Line (Lord’s, Marlborough Road, Swiss Cottage) wurden durch zwei neue der Bakerloo Line ersetzt (St. John’s Wood, Swiss Cottage). Der Stanmore-Streckenast blieb bis zum 1. Mai 1979 Bestandteil der Bakerloo Line und ging an diesem Tag an die neu eröffnete Jubilee Line über.
Seit 1931 bestehen Pläne, die Linie im Süden von Elephant & Castle nach Camberwell und Denmark Hill zu verlängern. Diese Verlängerung ist bisher wegen Geldmangels jedoch nie gebaut worden. Seit 2006 ist Transport for London für die Watford DC Line zuständig und lässt darauf Züge von London Overground verkehren. Es besteht die Absicht, den Eisenbahnvorortsverkehr einzustellen und stattdessen die Bakerloo Line nach Watford verkehren zu lassen (wie vor 1982). Projektiert ist eine Verlängerung der Linie nach Beckenham Junction.

## Betrieb
Die Züge der Bakerloo Line fahren auf folgenden Abschnitten:
- Harrow & Wealdstone – Elephant & Castle: 6 Züge/Stunde
- Stonebridge Park – Elephant & Castle: 3 Züge/Stunde
- Queen’s Park – Elephant & Castle: 11 Züge/Stunde

## Fahrzeuge
Die ersten Fahrzeuge, die Gate Stock-Trains mit offenen Plattformen, wurden in den USA bei ACF’s Berwick in Pennsylvania gebaut. Der Ein- und Ausstieg war jeweils am Wagenende. Ein hohes Gitter verschloss die Plattform.
Anlässlich der Erweiterung bis Queen’s Park bestellte die Gesellschaft 1914 zwölf neue Triebwagen bei Brush Traction und Leeds Forge Company. Dies waren die ersten Untergrundfahrzeuge in London, die Mitteleinstiegstüren hatten. Sie wurden von Hand betätigt und mit einem elektrischen Schloss geschlossen gehalten. Diese Triebwagen wurden als 1914 Tube Stock bezeichnet.
1938 wurde der 1938 Tube Stock in Dienst gestellt, als 7-teilige Züge lösten sie die Standard Tube Stock nach und nach ab. 1985 wurden die letzten Originalzüge der Bakerloo Line abgestellt. Im Jahr 1973 stellte man den 1972 Tube Stock in Dienst, der auch heute noch verwendet wird.

## Stationen

### Hauptstrecke
Oberirdischer Abschnitt
- Watford Junction – eröffnet am 5. Mai 1858 (Fernverkehr) – Nahverkehrsstrecke eröffnet am 1. Oktober 1862 – erstmals bedient am 16. April 1917 – bedient bis 24. September 1982
- Watford High Street – eröffnet am 1. Oktober 1862 – erstmals bedient am 16. April 1917 – bedient bis 24. September 1982
- Bushey – eröffnet am 1. Dezember 1841 als Bushey & Oxhey (Fernverkehr) – Nahverkehrsstrecke eröffnet am 10. Februar 1913 – erstmals bedient am 16. April 1917 – umbenannt in Bushey am 6. Mai 1974 – bedient bis 24. September 1982
- Carpenders Park – eröffnet am 1. April 1914 – geschlossen am 31. Dezember 1916 – wiedereröffnet (erstmals bedient) am 5. Mai 1919 – verlegt am 17. November 1952 – bedient bis 24. September 1982
- Hatch End – eröffnet 1844 als Pinner & Hatch End (Fernverkehr) – Nahverkehrsstrecke eröffnet am 10. Februar 1913 – erstmals bedient am 16. April 1917 – umbenannt in Hatch End (for Pinner) am 1. Februar 1920 – umbenannt in Hatch End 1956 – bedient bis 24. September 1982
- Headstone Lane – eröffnet am 10. Februar 1913 – erstmals bedient am 16. April 1917 – bedient bis 24. September 1982
- Harrow & Wealdstone – eröffnet am 20. Juli 1837 (Fernverkehr) – Nahverkehrsstrecke eröffnet am 15. Juni 1912 – erstmals bedient am 16. April 1917 – bedient bis 24. September 1982 – wieder bedient seit 4. Juni 1984 – bedient bis 22. Oktober 1999 – wieder bedient seit 1. November 1999 – bedient bis 22. Oktober 2004 – wieder bedient seit 1. November 2004
- Kenton – eröffnet am 15. Juni 1912 – erstmals bedient am 16. April 1917 – bedient bis 24. September 1982 – wieder bedient seit 4. Juni 1984 – bedient bis 22. Oktober 1999 – wieder bedient seit 1. November 1999 – bedient bis 22. Oktober 2004 – wieder bedient seit 1. November 2004
- South Kenton – eröffnet am 3. Juli 1931 – bedient bis 24. September 1982 – wieder bedient seit 4. Juni 1984 – bedient bis 22. Oktober 1999 – wieder bedient seit 1. November 1999 – bedient bis 22. Oktober 2004 – wieder bedient seit 1. November 2004
- North Wembley – eröffnet am 15. Juni 1912 – erstmals bedient am 16. April 1917 – bedient bis 24. September 1982 – wieder bedient seit 4. Juni 1984 – bedient bis 22. Oktober 1999 – wieder bedient seit 1. November 1999 – bedient bis 22. Oktober 2004 – wieder bedient seit 1. November 2004
- Wembley Central for Sudbury – eröffnet 1842 (Fernverkehr) – Nahverkehrsstrecke eröffnet am 15. Juni 1912 – erstmals bedient am 16. April 1917 – umbenannt in Wembley Central am 5. September 1948 – bedient bis 24. September 1982 – wieder bedient seit 4. Juni 1984 – bedient bis 22. Oktober 1999 – wieder bedient seit 1. November 1999 – bedient bis 22. Oktober 2004 – wieder bedient seit 1. November 2004
- Stonebridge Park – eröffnet am 15. Juni 1912 – geschlossen am 9. Januar 1917 (Brand) – wiedereröffnet (erstmals bedient) am 1. August 1917 – teilweise geschlossen am 22. Oktober 1999 – komplett geschlossen am 29. Oktober 1999 (Bauarbeiten) – wiedereröffnet am 10. November 1999 – geschlossen am 22. Oktober 2004 (verschiedene Wartungsarbeiten) – wiedereröffnet am 1. November 2004
- Harlesden – eröffnet am 15. Juni 1912 – erstmals bedient am 16. April 1917 – geschlossen am 22. Oktober 1999 (Bauarbeiten) – wiedereröffnet am 1. November 1999 – geschlossen am 22. Oktober 2004 (verschiedene Wartungsarbeiten) – wiedereröffnet am 1. November 2004
- Willesden Junction – eröffnet am 1. September 1866 (Fernverkehr) – Nahverkehrsstrecke eröffnet am 15. Juni 1912 – erstmals bedient am 10. Mai 1915 – geschlossen am 22. Oktober 1999 (Bauarbeiten) – wiedereröffnet am 1. November 1999 – geschlossen am 22. Oktober 2004 (verschiedene Wartungsarbeiten) – wiedereröffnet am 1. November 2004
- Kensal Green – eröffnet am 1. Oktober 1916 – erstmals bedient am 1. Oktober 1916 – geschlossen am 22. Oktober 1999 (Bauarbeiten) – wiedereröffnet am 1. November 1999 – geschlossen am 22. Oktober 2004 (verschiedene Wartungsarbeiten) – wiedereröffnet am 1. November 2004
- Queen’s Park – eröffnet am 2. Juni 1879 (Fernverkehr) – erstmals bedient am 11. Februar 1915 – Nahverkehrsstrecke eröffnet am 10. Mai 1915

Unterirdischer Abschnitt
- Kilburn Park – eröffnet am 31. Januar 1915
- Maida Vale – eröffnet am 6. Juni 1915 – geschlossen am 1. September 1939 – wiedereröffnet am 9. Januar 1940
- Warwick Avenue – eröffnet am 31. Januar 1915
- Paddington – eröffnet am 1. Dezember 1913
- Edgware Road – eröffnet am 15. Juni 1907 – geschlossen am 24. Juni 1990 (Aufzugaustausch) – wiedereröffnet am 28. Januar 1992 – geschlossen am 28. Januar 2001 (Aufzugreparatur) – wiedereröffnet am 17. Februar 2001 – geschlossen am 22. November 2002 (Feuerwehrstreik) – wiedereröffnet am 30. November 2002
- Great Central – eröffnet am 27. März 1907 – umbenannt in Marylebone am 15. April 1917
- Baker Street – eröffnet am 10. März 1906 – geschlossen am 12. Februar 2000 (Rolltreppenreparatur) – wiedereröffnet am 15. Februar 2000 – in nördliche Richtung Öffnung eingeschränkt am 1. September 2002 (Rolltreppenreparatur) – in nördliche Richtung wiedereröffnet am 2. Mai 2003
- Regent’s Park – eröffnet am 10. März 1906 – geschlossen am 22. November 2002 (Feuerwehrstreik) – wiedereröffnet am 30. November 2002 – geschlossen am 10. Juli 2006 (Aufzugaustausch) – wiedereröffnet am 14. Juni 2007
- Oxford Circus – eröffnet am 10. März 1906 – geschlossen am 1. September 1939 – wiedereröffnet am 20. November 1939
- Piccadilly Circus – eröffnet am 10. März 1906 – in nördliche Richtung geschlossen am 3. März 1997 (Entgleisung) – in nördliche Richtung wiedereröffnet am 15. März 1997
- Charing Cross – eröffnet am 10. März 1906 – geschlossen am 27. September 1938 (Tunnel verschlossen) – wiedereröffnet am 8. Oktober 1938 – geschlossen am 13. August 1944 (Reparatur) – wiedereröffnet am 25. August 1944 – geschlossen am 10. November 1996 (Tunnelverstärkung) – wiedereröffnet am 14. Juli 1997
- Embankment – eröffnet am 10. März 1906 – geschlossen am 27. September 1938 (Tunnel verschlossen) – wiedereröffnet am 8. Oktober 1938 – geschlossen am 13. August 1944 (Reparatur) – wiedereröffnet am 25. August 1944 – geschlossen am 10. November 1996 (Tunnelverstärkung) – wiedereröffnet am 14. Juli 1997
- Waterloo – eröffnet am 10. März 1906 – geschlossen am 27. September 1938 (Tunnel verschlossen) – wiedereröffnet am 8. Oktober 1938 – geschlossen am 13. August 1944 (Reparatur) – wiedereröffnet am 25. August 1944 – geschlossen am 10. November 1996 (Tunnelverstärkung) – wiedereröffnet am 14. Juli 1997
- Westminster Bridge Road – eröffnet am 10. März 1906 – umbenannt in Lambeth North am 15. April 1917 – geschlossen am 27. September 1938 (Tunnel verschlossen) – wiedereröffnet am 8. Oktober 1938 – geschlossen am 16. Januar 1941 (Bombentreffer) – wiedereröffnet im April 1941 – geschlossen am 13. August 1944 (Reparatur) – wiedereröffnet am 25. August 1944 – geschlossen am 10. November 1996 (Tunnelverstärkung) – wiedereröffnet am 14. Juli 1997 – geschlossen am 22. November 2002 (Feuerwehrstreik) – wiedereröffnet am 30. November 2002
- Elephant & Castle – eröffnet am 5. August 1906 – geschlossen am 27. September 1938 (Tunnel verschlossen) – wiedereröffnet am 8. Oktober 1938 – geschlossen am 16. Januar 1941 (Bombentreffer in Lambeth North) – wiedereröffnet im April 1941 – geschlossen am 13. August 1944 (Reparatur) – wiedereröffnet am 25. August 1944 – geschlossen am 10. November 1996 (Tunnelverstärkung) – wiedereröffnet am 14. Juli 1997 – geschlossen am 22. November 2002 (Feuerwehrstreik) – wiedereröffnet am 30. November 2002

### Croxley-Zweigstrecke
Diese Zweigstrecke war auch durch eine Kurve von Watford High Street nach Watford Stadium erreichbar. Es ist umstritten, ob diese Zweigstrecke zur Bakerloo Line zu zählen ist, da sie lediglich im Gemeinschaftsbetrieb mit der LNWR betrieben wurde.
- Bushey & Oxhey – eröffnet am 1. Dezember 1841 (Fernverkehr) – Nahverkehrsstrecke eröffnet am 10. Februar 1913 – erstmals bedient am 16. April 1917 – bedient bis 7. September 1963 (nur Zweigstrecke) – wieder bedient seit 18. November 1963 (nur Zweigstrecke) – bedient bis 4. Juni 1966 (nur Zweigstrecke) – umbenannt in Bushey am 6. Mai 1974 – bedient bis 24. September 1982
- Watford Stadium – eröffnet 1984 – geschlossen am 22. März 1996
- Watford West – eröffnet am 15. Juni 1912 – erstmals bedient am 30. Oktober 1922 – geschlossen am 22. März 1996
- Croxley Green – eröffnet am 15. Juni 1912 – erstmals bedient am 30. Oktober 1922 – geschlossen am 22. März 1996

### Rickmansworth-Zweigstrecke
Diese Zweigstrecke wäre auch durch eine Kurve von Bushey & Oxhey erreichbar gewesen; Personenverkehr fand auf dieser Relation in der Praxis jedoch nicht statt (wohl aber zwischen Watford und Rickmansworth). Es ist umstritten, ob diese Zweigstrecke zur Bakerloo Line zu zählen ist, da sie zwar von der LNWR betrieben wurde, jedoch elektrifiziert war (im Gegensatz zur LNWR-Hauptstrecke).
- Watford Junction – eröffnet am 5. Mai 1858 (Fernverkehr) – Nahverkehrsstrecke eröffnet am 1. Oktober 1862 – erstmals bedient am 16. April 1917 – bedient bis 24. September 1982
- Watford High Street – eröffnet am 1. Oktober 1862 – erstmals bedient am 16. April 1917 – bedient bis 24. September 1982
- Rickmansworth Church Street – eröffnet am 1. Oktober 1862 – erstmals bedient am 26. September 1927 – geschlossen am 2. März 1952

### Stanmore-Zweigstrecke
Diese Strecke wurde eröffnet als Teil der Metropolitan Line am 20. November 1939, dann in die Jubilee Line eingegliedert am 30. April 1979.